# Base aérienne Prague-Kbely
La base aérienne Prague-Kbely est une ancienne base aérienne de la Force aérienne tchèque située sur le territoire de la commune de Prague. Elle fut construite en 1918 et accueille le Musée de l'aviation de Prague-Kbely.
Elle est le centre de :
- la 24e Base de transport de T.G. Masaryka, base aérienne Prague-Kbely
- du 241e Escadron de transport, A319CJ
- du 242e Escadron de transport, CASA C-295 ; L-410FG/UVP-E
- du 243e Escadron d'hélicoptères, Mil Mi-8 ; Mil Mi-17 ; PZL W-3
- du Détachement SAR à Plzeň, PZL W-3.

La base est aussi utilisée pour le transport de personnalités.

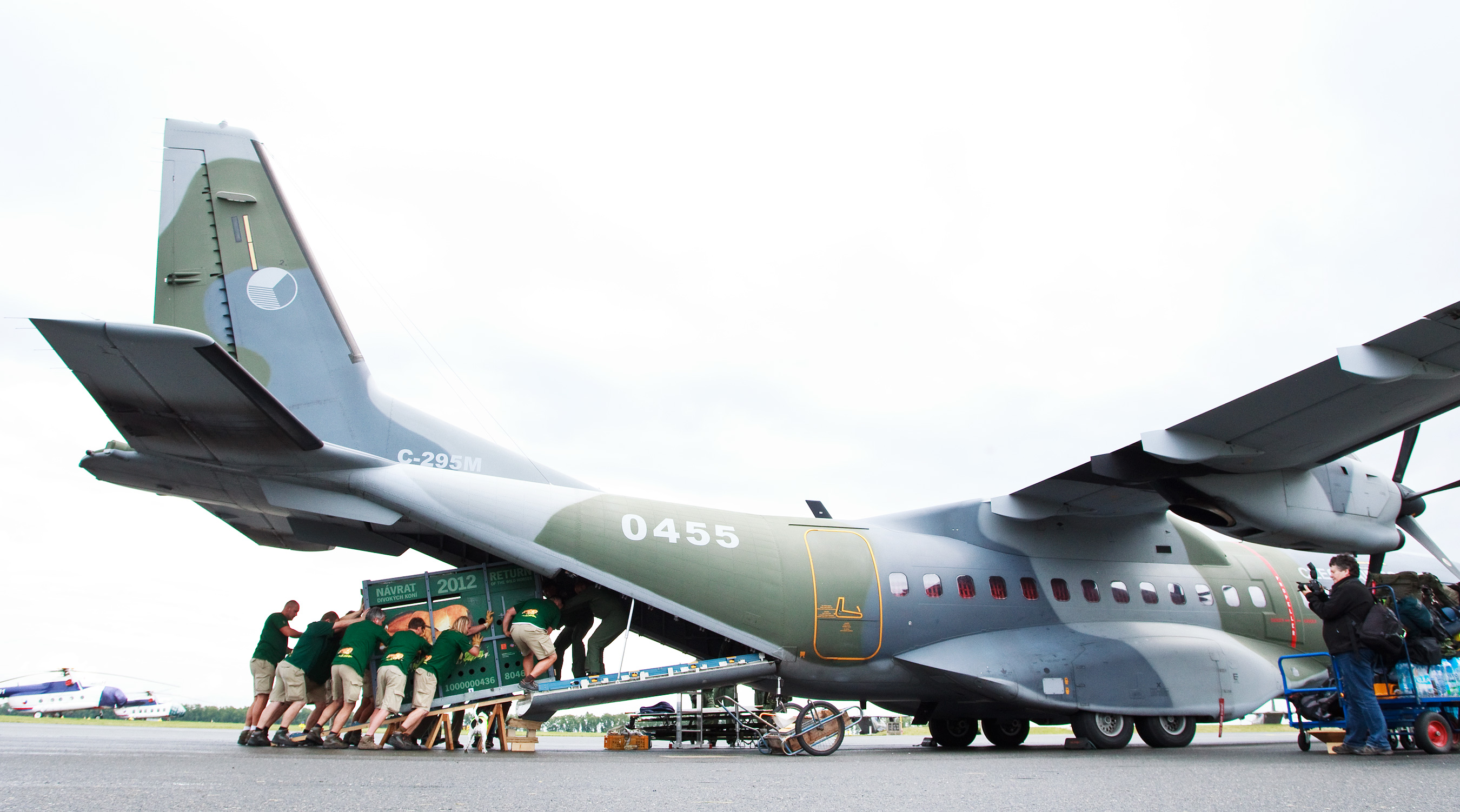
Transport de chevaux pour le zoo depuis la Mongolie.